# Рінчен Г'ялцен
Рінчен Г'ялцен (тиб. རིན་ཆེན་རྒྱལ་མཚན; 1238– 24 березня 1279) — 2-й діші (імператорський наставник) Тибету в 1274—1279 роках, 8-й 15-й сак'я-трицзін (настоятель-правитель) школи Сак'я.

## Життєпис
Походив з аристократичного роду Чжамьянгон з клану Кхен. Син Санци Сонама Г'єлцена, настоятеля-правителя монастиря Сак'я в області Цанг, і Джомодро. Народився в області Нгарі (Західний Тибет) у 1238 році. Здобув буддистську освіту.
Своїй кар'єрі завдячує авторитету зведеного брата Пагби-лами при дворі імперії Юань, куди перебрався після 1258 року. 1260 року призначається на посаду лачо (на кшталт капелана) імператорського двору.
1267 року після смерті зведеного брата Чхакни Дордже, данса-тау (наказного настоятеля Сак'ї) Рінчен Г'ялцен призначається на цю посаду. Втім фактичну владу отримав лише у 1268 році після придушення антиюаньского повстання в Тибеті.
1274 році після зречення брата Пагба-лами призначається діші (імператорським наставником). Решту життя мешкав у палацовому комплексі Метоґ Рава. Цивільними справами керували дпон-цени. Помер в Сінкуні 1279 року, куди прибув до Пагби-лами. Його наступником став небіж Дхармапала Раксіта.